# Agostino Rubini
Agostino Rubini (1558 – 1594) è stato uno scultore italiano attivo soprattutto nel territorio veneto. Noto anche come Agostino Caneva.

## Biografia
Suo padre Lorenzo, un fornaio della Valtellina, si trasferì a Vicenza dove sposò Margherita, sorella dello scultore Alessandro Vittoria; questa unione risultò molto importante nella vita di Agostino Rubini in quanto quest’ultimo plasmò la formazione creativa del giovane Rubini che  si trasferì a Venezia nel 1583.
Agostino Rubini partecipò all’esecuzione del ciclo di sculture raffigurante gli Accademici nel celebre Teatro Olimpico di Vicenza realizzando le figure di Pompeo Trissino e Giovanni Battista Pellizzari.
Sempre a Vicenza partecipò alla decorazione dello stucco della cupola della villa Palladiana La Rotonda insieme al cognato Ottaviano Ridolfi.
Lavorò anche a Palazzo Barbaran da Porto e alla facciata della parrocchiale di Santa Maria e Giuliana a Castello d’Aviano.
A Venezia Agostino Rubini realizzò l’Angelo per la Scuola di San Fantin, attualmente sede dell’Ateneo Veneto e a San Zulian scolpì un’Addolorata e un San Giovanni Evangelista dolente per la cappella del Sacramento. Scolpì anche un’Annunciazione a rilievo sul ponte di Rialto.
Fu poi attivo nel prestigioso cantiere della Libreria sansoviniana, realizzando diverse statue di figure mitologiche, tra le quali sono arrivate fino ai giorni nostri Saturno, Pan e due Vittorie, mentre sono andate perse Cerere e Diana.
Agostino Rubini scolpì anche i quattro Evangelisti; inizialmente posizionati in una chiesa veneziana, poi soppressa, nel XVIII secolo queste sculture vennero spostate a Mestre e incastonate nelle nicchie del Duomo.

## Galleria

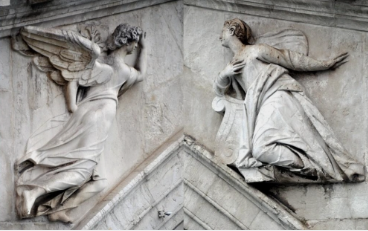
L'Annunciazione di Agostino Rubini, Ponte di Rialto, Venezia
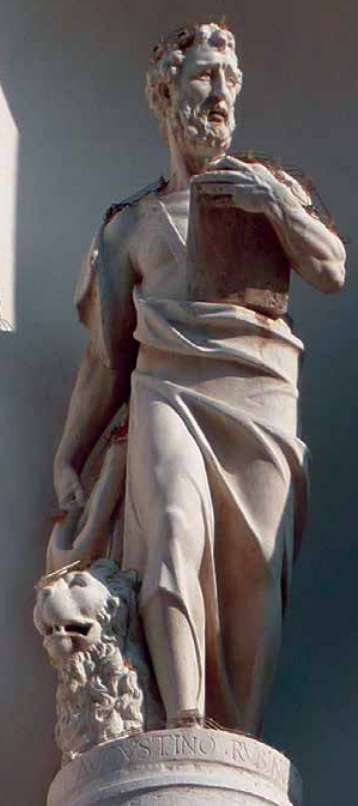
San Marco, Agostino Rubini, chiesa di San Lorenzo, Mestre, Venezia
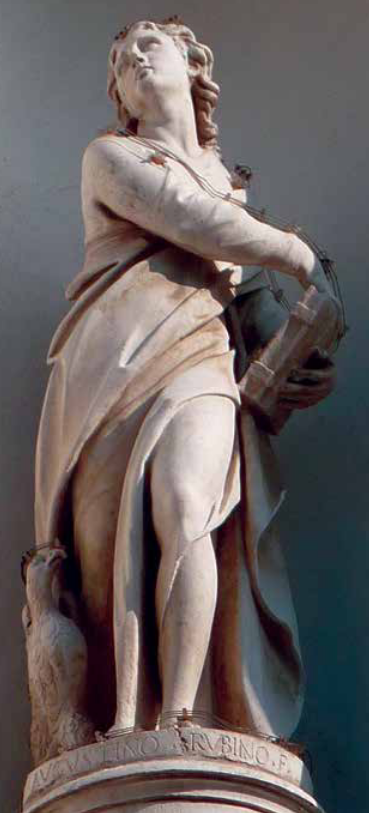
San Giovanni Evangelista, Agostino Rubini, chiesa di San Lorenzo, Mestre, Venezia
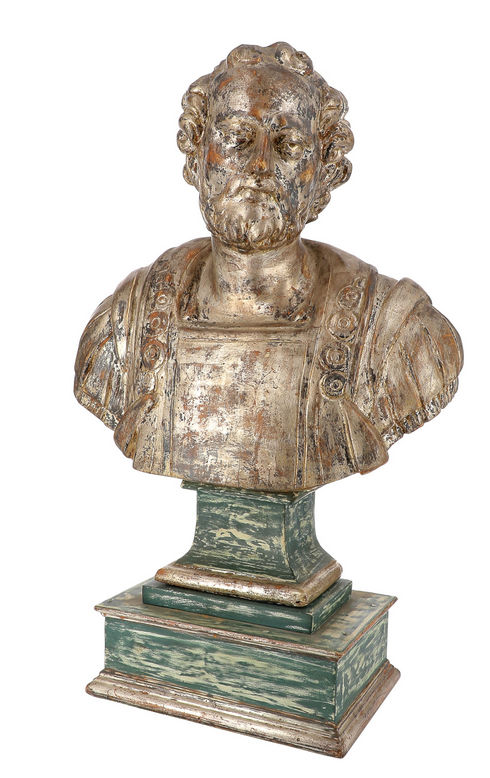
Busto di patrizio, Agostino Rubini